# Anomocentris
Anomocentris is een geslacht van vlinders van de familie spanners (Geometridae), uit de onderfamilie Larentiinae.

## Soorten
- A. capnoxutha Turner, 1939
- A. crystallota Meyrick, 1891
- A. trissodesma Lower, 1897